# Gelsenkirchen-Schalke
Schalke ist ein Stadtteil von Gelsenkirchen. Er hat in seiner heutigen Grenzziehung eine Fläche von 2,968 Quadratkilometern und 22.617 Einwohner
Durch den ortsansässigen Fußballverein FC Schalke 04 ist der Ortsteil national mindestens genauso bekannt wie die Stadt Gelsenkirchen. Schalke 04 trägt seine Spiele seit 1973 jedoch im Stadtteil Erle aus (zuerst im Parkstadion, seit 2001 in der Veltins-Arena).

## Lage und Grenzen
Der heutige Stadtteil Schalke wird im Norden auf 2,1 Kilometern von der Bahntrasse Duisburg-Ruhrort–Dortmund, im Nordwesten auf knapp 1 km von der A 42, im Westen auf 400 m von der Hans-Böckler-Allee, im Südwesten auf 1,5 km von einer weiteren Bahntrasse, nach Süden auf 1 km von der Florastraße und nach Osten auf 1,1 km von der Bismarckstraße begrenzt.

### Heutige Grenzziehung vs. alte Gemarkung
Der heutige Stadtteil Schalke weicht von der (mindestens) seit 1975 unveränderten Gemarkung 5270 Schalke erheblich ab. Im Südwesten, jenseits der Bahnlinie, gingen rund 1,5 km² an den neuen Ortsteil Feldmark, der zwar zu mehr als der Hälfte auf Rotthäuser und Heßlerer (kleinerer Teil) Gemarkung liegt, dessen Wohngebiete jedoch größtenteils zum alten Schalke gehören. Der äußerste Norden am Bahnhof Schalke (Siedlung um die Hubertusstraße und Industriegebiet östlich der Kurt-Schumacher-Straße; 0,2 km²) kam zum neuen, in der Hauptsache aus dem Nordosten von Heßler und dem Westen von Bismarck gebildeten Ortsteil Schalke-Nord, dessen Namensgebung sich in der Hauptsache dadurch rechtfertigt, dass auf ihm der Bahnhof Schalke und die Glückauf-Kampfbahn stehen – beide jedoch knapp auf Heßleraner Gemarkung.
Neu zum Ortsteil Schalke aus der Gemarkung Gelsenkirchen ist das Viertel im Süden zwischen Grenzstraße und Florastraße nebst Berufskolleg für Technik und Gestaltung (BTG) und Zentralbad gekommen, ansonsten gab es nur marginale Grenzänderungen zu Bulmke und einen Zuwachs von 6 ha im Nordosten von Bismarck.

## Geschichte
Der Name dieser Ortschaft hatte in der Vergangenheit mehrere Schreibweisen: Scedelike, Sceleke, Scadelik, Schadelick, Schalicke, Schalecke, Schalcke. So entstand der Name Schalke im Laufe der Jahrhunderte. Der Name bezeichnete vermutlich eine kleine Ansiedlung und hieß so viel wie „Gegend um den Schädel“ oder „Siedlung an schädelförmiger Gegend“.
Der erste urkundlich nachweisliche Träger dieses Namens war 1246 ein Adeliger: Henricus miles de Schadeleke (Heinrich von Schalke). Später gab es auch den Ritter Cesarius van Schedelike. Die Adelsfamilie wurde in Urkunden des Stifts Essen genannt, starb jedoch im 17. Jahrhundert in männlicher Linie aus.
Im 19. Jahrhundert wurde aus der Bauerschaft in wenigen Jahrzehnten ein industriell geprägter Ort. Eine treibende Kraft dabei war der Industrielle Friedrich Grillo. Ab 1848 wurden in der Schalker Mark mehrere Mutungsbohrungen durchgeführt, die in dem Gebiet um Schalke und die umliegenden Bauerschaften herum ergiebige Steinkohlevorkommen vermuten ließen. 1862 wurden mehrere Gewerke zur Gewerkschaft des Steinkohlenbergwerks Consolidation zusammengeschlossen.
Im Jahre 1868 fusionierten mehrere Gewerke unter der Federführung von Friedrich Grillo, damals Direktor der Kölner Bergwerks-AG, zu einer bergrechtlichen Gewerkschaft. Zu Ehren des damaligen Ministerpräsidenten von Preußen Otto von Bismarck wurde sie Gewerkschaft des Steinkohlenbergwerks Graf Bismarck benannt.
Grillo gründete 1872 in Schalke die Aktiengesellschaft für Chemische Industrie, den Schalker Gruben- und Hüttenverein und die Schalker Eisenhütte. Er gründete 1873 (ebenfalls in Schalke) die Glas- und Spiegel-Manufaktur AG.
Im Jahr 1876 wurde das Schalker Gymnasium gegründet. Schalke wurde zum 1. April 1903 nach Gelsenkirchen eingemeindet.
Von 1886 bis 1894 wurde die katholische St.-Josephs-Kirche erbaut (Architekt: Peter Zindel). Sie wurde nach Kriegszerstörung weitgehend original wiederhergestellt. Die etwa gleichzeitig entstandene und zerstörte alte evangelische Friedenskirche am Schalker Markt wurde nicht rekonstruiert, sondern 1958/59 durch einen modernen Rundbau an der Königsberger Straße ersetzt (Architekt: Denis Boniver).
In Schalke befindet sich der Baptistische Friedhof Gelsenkirchen. Er existiert seit 1901 in direkter Nachbarschaft zum methodistischen Friedhof und den beiden katholischen Friedhöfen.
1904 wurde der bundesweit bekannte Fußballverein FC Schalke 04 unter dem ursprünglichen Namen Westfalia Schalke gegründet. Vor dem Ersten Weltkrieg zählte Schalke zu den durch die Zuwanderung aus Masuren geprägten Städten; so erhielt es den Beinamen „Klein-Ortelsburg“. Zahlreiche Spieler des FC Schalke hatten masurische Wurzeln.
Eine technische Besonderheit stellt das Getreidesilo Am Stadthafen von 1949 dar. Es gehört zum Mühlenbetrieb Müller’s Mühle und befindet sich auf dessen Betriebsgelände am Gelsenkirchener Stadthafen. Das 37 Meter hohe Silo wurde 1949 aus alten U-Boot-Rümpfen errichtet und fortan als Getreide- bzw. Reislager oder auch für Erbsen verwendet. Heute wird das Getreidesilo ausschließlich für Reis genutzt und gilt mit einem Lagervolumen von insgesamt rd. 2000 Tonnen nach Unternehmensangaben als „größtes Reislager Deutschlands“.

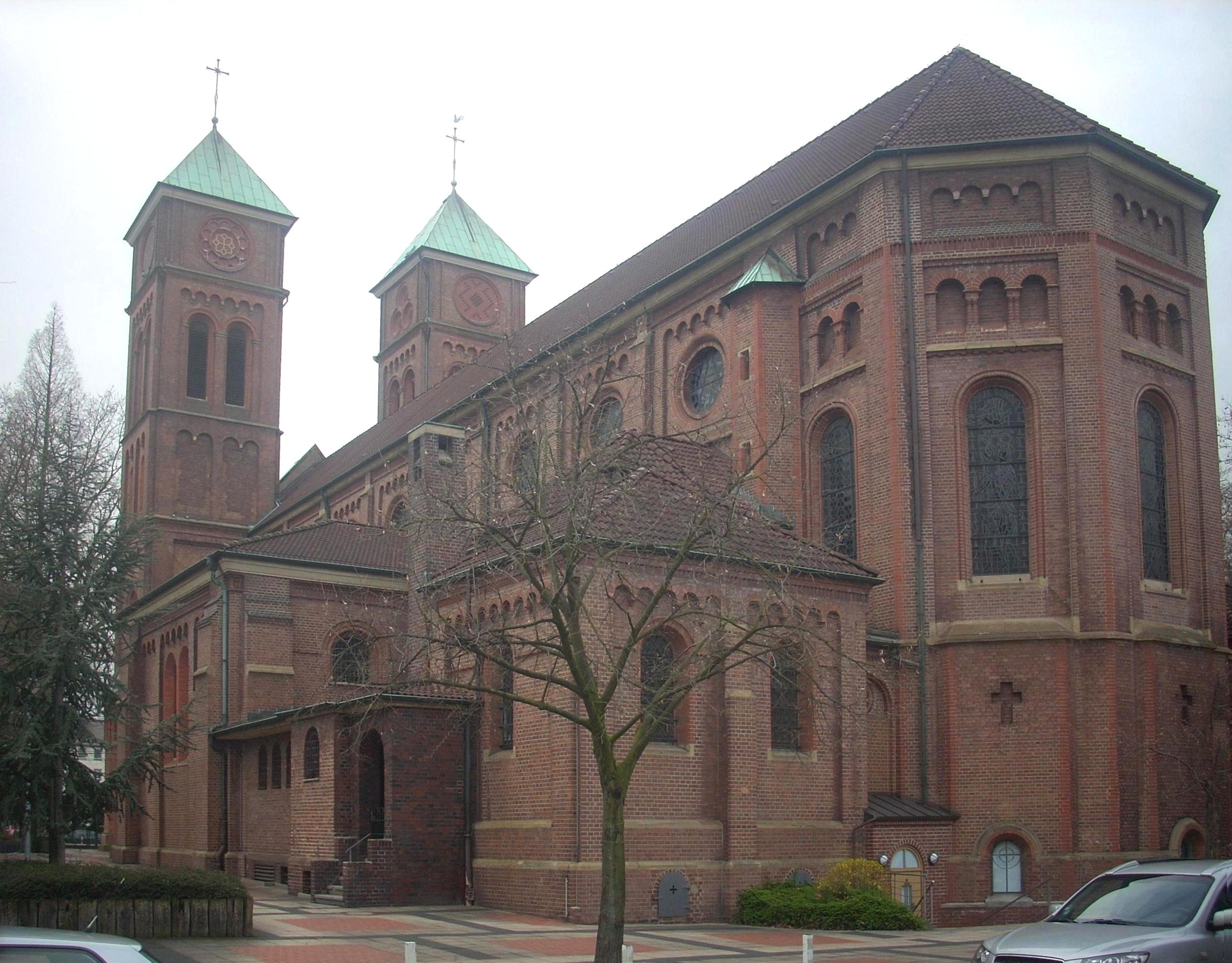
Katholische St.-Josephs-Kirche an der Kurt-Schumacher-Straße
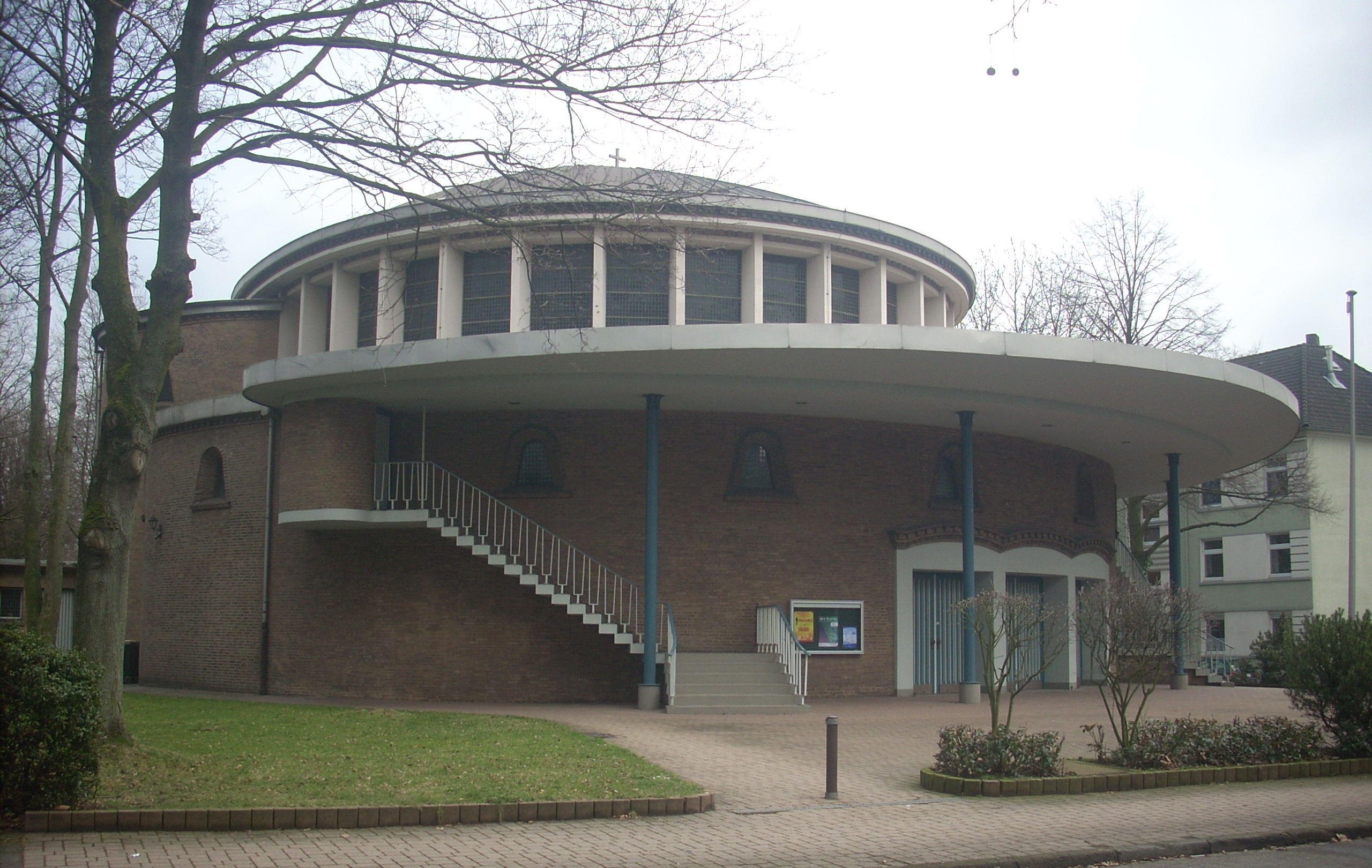
Evangelische Friedenskirche an der Königsberger Straße
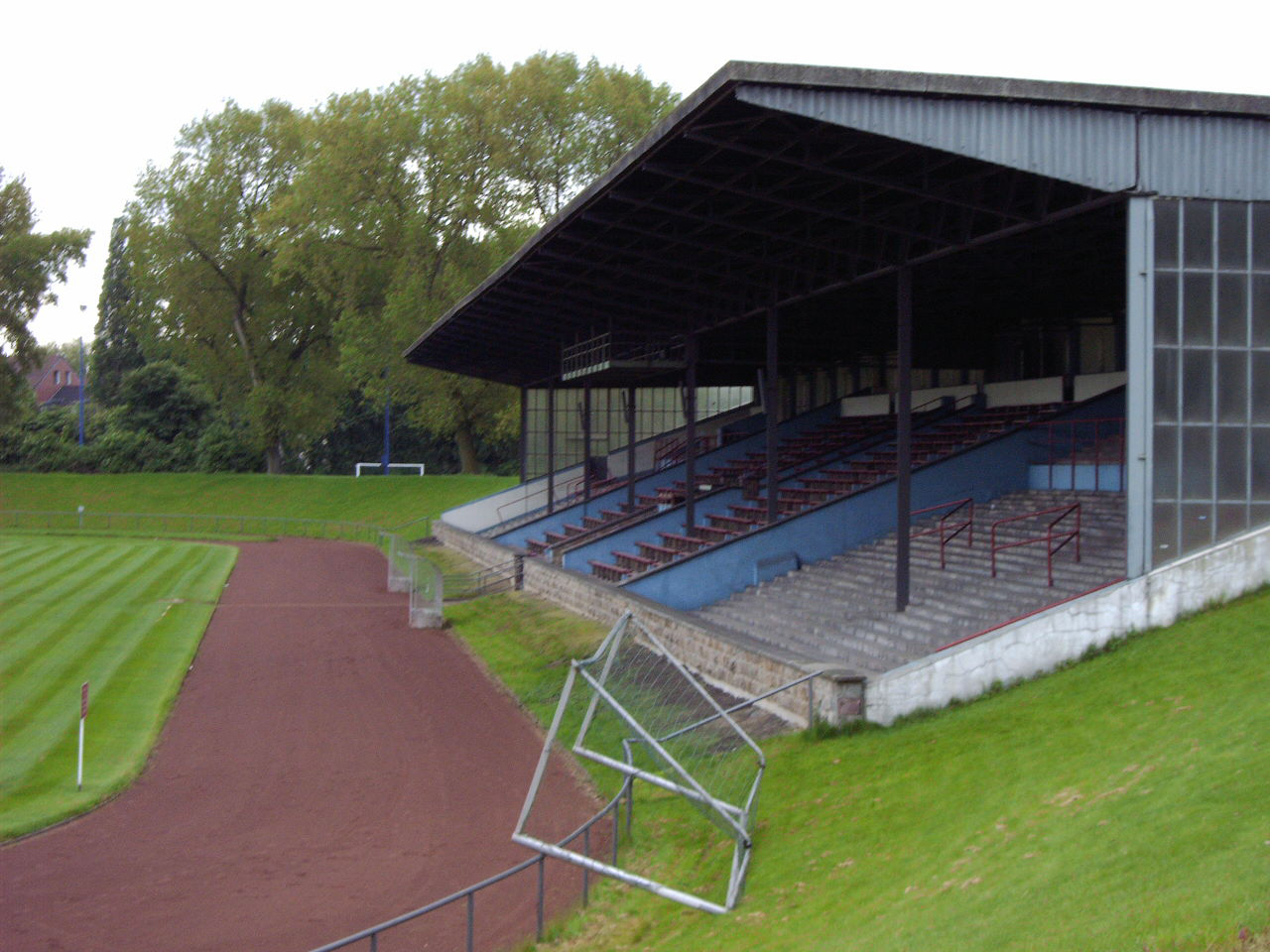
Das Herz von Schalke – die Glückauf-Kampfbahn, ehemalige Heimat von Schalke 04

## Bevölkerung

### Schalke
Zum 31. Dezember 2023 lebten 22.517 Einwohner in Schalke.
- Anteil der weiblichen Bevölkerung: 48,9 % (Gelsenkirchener Durchschnitt: 50,5 %)[11]
- Anteil der männlichen Bevölkerung: 51,1 % (Gelsenkirchener Durchschnitt: 49,5 %)[12]
- Ausländeranteil: 41,0 % (Gelsenkirchener Durchschnitt: 26,0 %)[13]

### Schalke-Nord
Zum 31. Dezember 2023 lebten 4.707 Einwohner in Schalke-Nord.
- Anteil der weiblichen Bevölkerung: 48,0 % (Gelsenkirchener Durchschnitt: 50,5 %)[15]
- Anteil der männlichen Bevölkerung: 52,0 % (Gelsenkirchener Durchschnitt: 49,5 %)[16]
- Ausländeranteil: 44,8 % (Gelsenkirchener Durchschnitt: 26,0 %)[17]

## Söhne und Töchter von Gelsenkirchen-Schalke
- Hans Klose (1880–1963), Naturschützer
- Emmy Vosen (1881–1944), Modistin jüdischen Glaubens, Opfer des Holocaust
- Hubert Klüter (1886–1954), Regierungs- und Landrat
- Willy van den Berg (1891–1914), Fußballspieler
- Denis Boniver (1897–1961), Architekt